# Birni (Benin)
Birni ist ein Arrondissement im Département Atakora in Benin. Es ist eine Verwaltungseinheit, die der Gerichtsbarkeit der Kommune Kouandé untersteht. Gemäß der Volkszählung von 2013 hatte Birni 15.712 Einwohner, davon waren 7865 männlich und 7847 weiblich.
Durch den Ort Birni verläuft die Fernstraße RNIE3, die südwärts nach wenigen Kilometern in das Département Donga führt.